# Lockheed Martin X-59 QueSST
Lockheed Martin X-59 QueSST («Quiet Supersonic Transport», «Бесшумный сверхзвуковой транспорт») — американский экспериментальный сверхзвуковой самолёт, разрабатываемый в Skunk Works по программе НАСА Low-Boom Flight Demonstrator. 
Предварительное проектирование началось в феврале 2016 года, передача Х-59 НАСА запланирована на конец 2021 года, лётные испытания с 2023 года. 
Ожидается, что X-59 QueSST будет совершать крейсерский полёт со скоростью М = 1,42 (1510 км/ч), на высоте 17 км, создавая низкий уровень звукового давления на уровне 75 воспринимаемых децибел. Экспериментальный аппарат предназначен для оценки приемлемости сверхзвукового пассажирского транспорта.

## Разработка

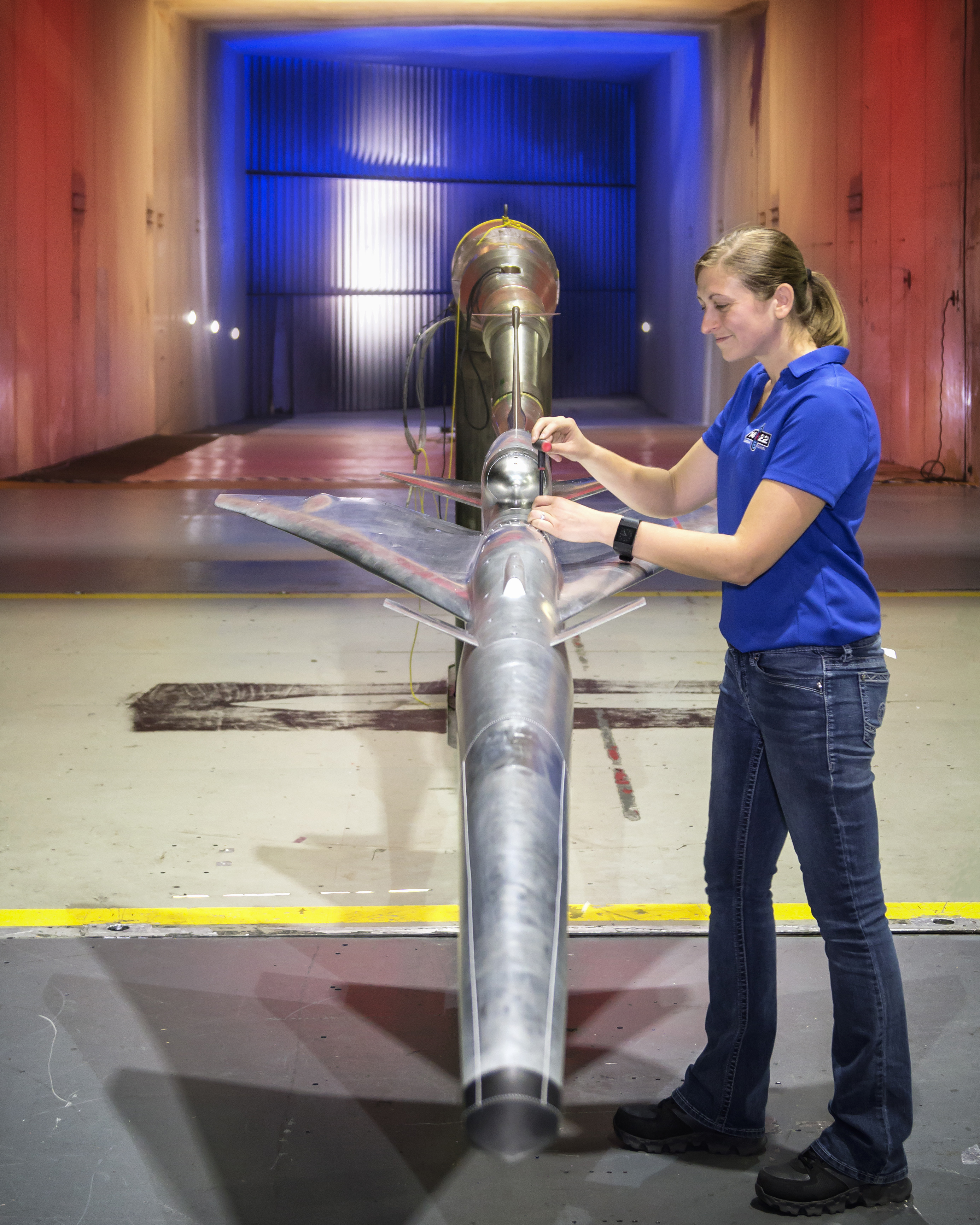
Масштабная модель в аэродинамической трубе НИЦ Научно-исследовательский центр Лэнгли, 2017 год.

В феврале 2016 года компания Lockheed Martin получила предварительный контракт НАСА на разработку сверхзвукового самолёта с началом лётных испытаний в период до 2020 
года. Модель должна была пройти испытания в аэродинамической трубе в диапазоне чисел Маха от 0,3 до 1,6 в период с февраля по апрель 2017 года. Планировалось завершение предварительного анализа проекта к июню 2017 года. Несмотря на то, что НАСА получила три проектных предложения на свой запрос от августа 2017 года, Lockheed оставался единственным участником торгов.
2 апреля 2018 года НАСА заключило с Lockheed Martin контракт стоимостью 247,5 млн долларов на разработку, изготовление и поставку в конце 2021 года самолёта с низкой ударной звуковой волной. 
26 июня 2018 ВВС США сообщили НАСА, о присвоении демонстрационному образцу обозначения X-59 QueSST. К октябрю НАСА на авиабазе Лэнгли завершило трёхнедельные испытания в аэродинамической трубе модели в масштабе 8 % при высоких углах атаки до 50° и 88° на малой скорости, по сравнению с 13° в предыдущих сериях аэродинамических испытаний. Испытания проводились для определения статической устойчивости, возможности управления, оценки динамических вынужденных колебаний с визуализацией воздушных потоков лазерной подсветкой, служащих для расширения ранее выполненных экспериментальных и вычислительных прогнозов.
В мае 2019 года основные элементы конструкции были переданы на сборку. 
Построен[кто?] отделением Skunk Works на заводе ВВС США 42 в Палмдейле, штат Калифорния.
В ноябре 2021 года Локхид объявила о завершении сборки в Палмдейле. Транспортировка в Форт-Уэрт, штат Техас, состоялась в декабре 2021 года. 
Первый полёт по данным Грега Ульмера, исполнительного вице-президента Lockheed Aeronautics, был запланирован на 2022 год.

## Конструкция
Новым в конструкции X-59, в первую очередь, является форма крыла самолёта и другие особенности конструкции, предназначенные для уменьшения звуковой ударной волны. 
Длина самолёта с низкорасположенным стреловидным крылом 29 м, размах крыла 9,0 м, максимальная взлётная масса 14 700 кг. Силовая установка — General Electric F414, максимальная скорость М = 1,5 или 1224*1,5=1836 км/ч, крейсерская скорость М = 1,42 или 1,42*1224=1738,08 км/ч на высоте 17 км. 
Для снижения затрат при разработке кабина, катапультное сиденье и фонарь заимствованы от Northrop T-38, шасси — от F-16. Двигатель обеспечивает тягу в 10 тс (98 кН). Основная конструкция выполнена из алюминиевых сплавов. Руль и обшивка несущих плоскостей изготовлены из композитов. Критические по тепловой нагрузке участки хвостового оперения выполнены из титановых сплавов.

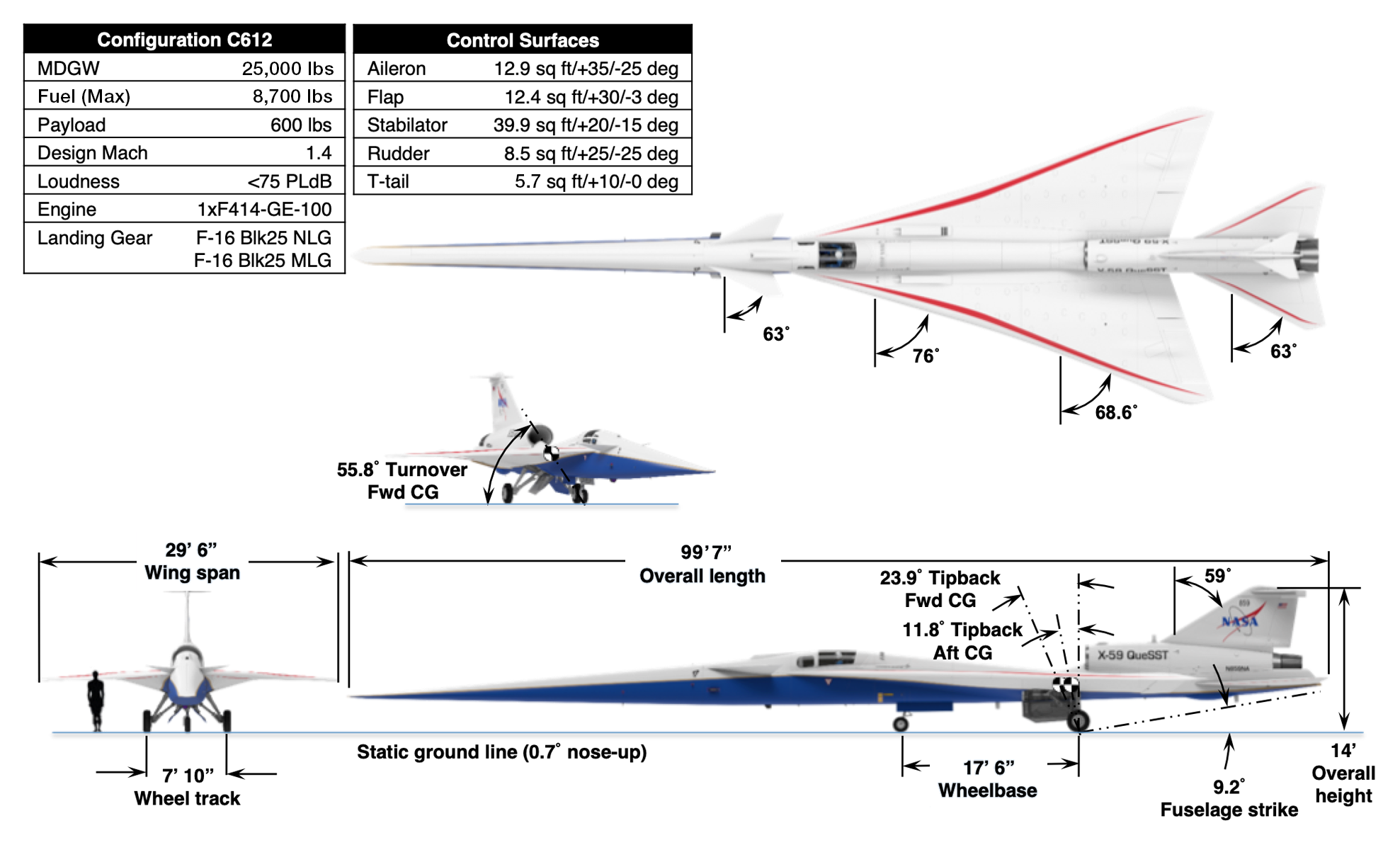
Основные проекции самолёта